# Panel (statistica)
Il Panel è la "quantità" scelta su criteri rappresentativi, utilizzata per la misura statistica di uno specifico universo.
Si tratta solitamente dell'insieme di persone o famiglie incluse in un'indagine campionaria. Esempi di panel in Italia sono la Rilevazione sulle forze di lavoro condotta dall'ISTAT e l'indagine sugli ascolti televisivi Auditel.
Vi sono tre tipi diversi di panel:
- Panel di contatto continuo: si domanda ai soggetti di comunicare tutti i propri acquisti in una determinata categoria di prodotti o di attuare un determinato atteggiamento ogni volta che si verifichi.
- Panel continuo, basato sugli scanner: si riferisce agli acquisti di beni di largo consumo
- Panel a fini speciali: l'istituzione di un panel può essere dettata da un'esigenza specifica (ad es. per testare nuove versioni dei prodotti su un campione di potenziali consumatori).